# La Aldaba
La Aldaba är en ort i Mexiko.   Den ligger i kommunen Autlán de Navarro och delstaten Jalisco, i den södra delen av landet, 500 km väster om huvudstaden Mexico City. La Aldaba ligger 877 meter över havet och antalet invånare är 272.
Terrängen runt La Aldaba är huvudsakligen kuperad, men åt sydväst är den bergig. Runt La Aldaba är det mycket glesbefolkat, med 7 invånare per kvadratkilometer. Närmaste större samhälle är El Grullo, 6,5 km norr om La Aldaba. I omgivningarna runt La Aldaba växer huvudsakligen savannskog.